# Hobgoblin (personaggio)
Hobgoblin è un personaggio dei fumetti della Marvel Comics creato da Roger Stern e John Romita Jr.. È uno dei più grandi nemici dell'Uomo Ragno e ha modificato i costumi e l'attrezzatura di Goblin per assumere una nuova identità.
Molti hanno assunto la sua identità: Roderick Kingsley, Jason Philip Macendale, Arnold "Lefty" Donovan e Phil Urich.
Nel 2009, l'incarnazione di Roderick Kingsley è stata classificata da IGN come il 57° miglior cattivo dei fumetti di tutti i tempi.
L'Hobgoblin è stato sostanzialmente adattato dai fumetti a varie forme di media, tra cui serie televisive e videogiochi, in particolare essendo stato doppiato da Mark Hamill in Spider-Man - L'Uomo Ragno come Jason Philips Macendale, ed è spesso raffigurato come identità adottata da Harry Osborn al posto di quella del Green Goblin, contrariamente ai fumetti, per distinguere il personaggio da Norman Osborn.

## Biografia del personaggio

### Roderick Kingsley
Come rivelato nella miniserie Spider-Man: Hobgoblin Lives di Roger Stern e Ron Frenz (1997), Hobgoblin era inizialmente Roderick Kingsley, uno stilista egoista e miliardario, il quale rubò le apparecchiature e potenziò la formula che aveva utilizzato Norman Osborn per trasformarsi in Goblin. Con la nuova identità del folletto Hobgoblin, Kingsley tentò di scalare i vertici della mafia newyorchese ed eliminare l'Uomo Ragno, senza però riuscirci.
Successivamente Hobgoblin ricattò Harry Osborn, figlio di Norman, svelandogli che suo padre era l'originale Goblin (Harry aveva perso la memoria); fu allora che intervenne l'Uomo Ragno, il quale sconfisse Hobgoblin e distrusse i diari di Goblin, cosicché nessuno venne a sapere la sua identità segreta. Probabilmente Kingsley non ne fece copie, perché di fatto non ha mai attaccato Peter Parker. In seguito Hobgoblin venne dato per morto, annegato.

### Ned Leeds
L'Hobgoblin originale ipnotizzò Ned Leeds, reporter del Daily Bugle e marito di Betty Brant, facendogli credere di essere il folletto nemico de l'Uomo Ragno. Leeds si alleò con il boss criminale la Rosa, un rivale di Kingpin, assumendo il controllo delle bische clandestine. Dopo essere stato sconfitto dall'Uomo Ragno, Hobgoblin/Ned Leeds fuggì e scoprì che la moglie aveva una relazione con Flash Thompson. Quindi lo rapì e fece in modo da far trovare Flash vestito da Hobgoblin.
Mentre Ned si trovava a Berlino con Peter Parker per un servizio giornalistico, alcuni sicari lo trovarono e lo uccisero. I sicari erano uomini che lavoravano per lo Straniero per conto di Jason Macendale/Jack Lanterna. L'Uomo Ragno seppe che Hobgoblin non era Ned Leeds soltanto dopo diverso tempo, dopo anni di indagini in cui il giornalista venne scagionato dalle accuse di essere stato Hobgoblin.

### Arnold Donovan
Arnold Samuel "Lefty" Donovan era un delinquente meschino che lavorava per Roderick Kingsley, fino a quando non fu esposto alla formula Goblin come soggetto di prova. La formula esplose, deturpandogli il volto e concedendogli il potere di Goblin. Durante uno scontro, l'Uomo Ragno smascherò e riconobbe Lefty Donovan, il quale morì nel momento in cui l'aliante Goblin, programmato da Kingsley, andò a schiantarsi contro il lato di un edificio, impedendogli di rivelare il nome del suo padrone.

### Jason Macendale

Un cosplay di Hobgoblin.

Kingsley lasciò allora che il ruolo venisse preso dal mandante dell'assassinio di Ned Leeds, ossia Jack Lanterna, Alias Jason Philip Macendale Jr., un mercenario addestrato dalla CIA e da varie organizzazioni paramilitari, che divenne così il nuovo Hobgoblin (da cui nascerà, in seguito all'alleanza con il demone N'astirh, la versione demoniaca Demogoblin). Grazie a degli innesti robotici, l'Hobgoblin di Macendale per un certo periodo fu anche mezzo cyborg.

### Il ritorno di Roderick Kingsley
Nella storia Hobgoblin Vive venne rivelato il vero volto di Hobgoblin. La storia partì dall'omicidio di Jason Macendale, il secondo Hobgoblin, compiuto da chi si pensa sia l'originale Hobgoblin. La giornalista investigativa del Daily Bugle Betty Brant, decisa a scagionare il defunto marito Ned Leeds dall'accusa di essere stato l'originale Hobgoblin assunse personalmente le indagini del caso. In un crescendo di stile poliziesco la storia si risolse con la rivelazione del mistero della reale identità del nemico dell'Uomo Ragno, che si scoprì essere lo stilista Roderick Kingsley il quale, coadiuvato dal fratello gemello Daniel, aveva seminato negli anni false prove che riconducessero a falsi Hobgoblin, tra cui Arnold "Lefty" Donovan, Ned Leeds e Flash Thompson.
In seguito Roderick Kingsley riuscì ad evadere grazie all'aiuto di Norman Osborn per poi fuggire verso Isla Suerte, facendo perdere le proprie tracce e promettendo un futuro ritorno di Hobgoblin.
Durante la Guerra Segreta, comparve un altro Hobgoblin, dall'alter ego sconosciuto. Inoltre Deadpool vestì i panni di Hobgoblin nel corso di un bombardamento successivo ad una fuga organizzata da Wizard.

### Daniel Kingsley
Daniel Kingsley, fratello di Roderick, assunse nuovamente il manto di Hobgoblin e ritornò a New York per mettersi al servizio di Kingpin. In uno dei nascondigli di Norman Osborn, incontrò Phil Urich, nipote di Ben Urich, giornalista del Daily Bugle. Tempo addietro Phil Urich usò l'identità di Goblin per essere un eroe. Kingsley fu sul punto di ucciderlo, ma Urich adoperò la sua "Risata Lunatica", stendendo Kingsley. Urich quindi decapitò Kingsley con una spada di fuoco e assunse l'identità di Hobgoblin, convinto di aver ucciso l'originale folletto.

### Phil Urich
Nel ruolo del nuovo Hobgoblin, Phil diviene quindi uno degli agenti di Kingpin. Nella saga Zona Pericolo Roderick Kingsley si rivelò essere ancora in vita, in quanto l'Hobgoblin ucciso da Phil Urich era il fratello Daniel Kingsley. I due Hobgoblin si scontrarono in un duello finale. Phil venne sconfitto e strinse un patto con Roderick Kingsley per il conferimento di una quota per lo sfruttamento dell'immagine e del titolo di Hobgoblin. In seguito Phil venne smascherato da Superior Spider-Man (la mente del Dottor Octopus nel corpo di Peter Parker) e si mise al servizio di Re Goblin con il nuovo nome di Cavaliere Goblin.
Nel futuro alternativo in cui Mayday Parker è sopravvissuta ed è diventata Spider-Girl, inizialmente è "zio Phil", ora amico e collega di Peter alla polizia scientifica, che addestra la giovane. L'Hobgoblin buono rientra temporaneamente in azione quando il simbionte di Venom fugge dalla prigione in cui è rinchiuso ed entra in simbiosi forzata con Peter, creando il supercriminale Ragno-Venom: non potendo sconfiggerlo da sola, Spider-Girl fa in modo che il simbionte venga stordito, e quindi separato da Peter, grazie alla Risata Lunatica di Phil.

### Claude
Kingsley diede il via ad un business che prevedeva di vendere le identità di supercriminali morti o usciti di scena a degli imitatori, intascando un'ampia percentuale sui loro loschi guadagni. Ciò lo portò in guerra con Re Goblin e il suo esercito di malavitosi. Durante lo scontro tra i due Goblin, Hobgoblin venne strangolato dal Re Goblin, che di fatto assunse il controllo della sua attività. Tuttavia Phil Urich, al servizio del Re Goblin con il nome di Cavaliere Goblin, scoprì che sotto la maschera si celava Claude, il maggiordomo di Kingsley opportunamente ipnotizzato dal criminale. Roderick Kingsley si ritirò a Parigi, dove effettuò il lavaggio del cervello ad un altro "Hobgoblin sostituto".

## Poteri e abilità

### Roderick Kingsley
Kingsley, essendosi sottoposto alla formula di Goblin, è dotato degli stessi superpoteri del Goblin originale ed è molto abile nel combattimento corpo a corpo. Tuttavia, prima di assumere la formula riuscì a perfezionarla, in modo tale da acquisire i superpoteri senza impazzire. Anche Roderick, come Norman Osborn, usa un arsenale di armi come bombe-zucca, shuriken a forma di pipistrello, lanciarazzi e altre ancora.

### Arnold Donovan
Arnold possiede le stesse capacità e armi di Kingsley.

### Jason Macendale
Jason è sprovvisto di superpoteri ma dopo aver preso il siero di Calypso ha acquisito la stessa forza offerta al suo compagno, Kraven il cacciatore. Posseduto dal Demogoblin, Macendale poteva sollevare fino a 10 tonnellate. Successivamente, con l'aiuto del siero di Calypso, riuscì a sollevare solo 4 tonnellate. In seguito ha riguadagnato il suo precedente livello di forza a causa della sua cibernetica. I suoi muscoli potevano eguagliare quelli di Spider-Man.
Prima di acquisire i superpoteri era un abile mercenario e assassino esperto nell'utilizzo di diverse armi. Addestrato nelle forme più conosciute di combattimento corpo a corpo e arti marziali, la sua abilità combattiva era sufficiente per eguagliare anche quella di Spider-Man. Estremamente agile, Macendale era anche un ginnasta sopra la media umana.
Macendale ha ricevuto una vasta formazione di volo sponsorizzata dalla CIA, che include elica a motore singolo e plurimotore e aeromobili a reazione, elicotteri, giroscopi e deltaplano. Ha anche una vasta formazione nei settori dell'ingegneria elettrica e delle scienze fisiche.
Impiega numerosi tipi di granate progettate su misura, tra cui granate anaerobiche, lacrimogeni, gas rigurgitanti, fumi e concussioni. Indossa un'armatura completa realizzata con pannelli in kevlar multistrato ricoperti di metallo. La maschera di Jason è coperta da un casco antiproiettile con una fornitura d'aria compressa interna di 3 ore ed è dotata di intensificatori di immagini a infrarossi telescopici per vedere al buio. Era dotato di orologi da polso che incorporano trasduttori elettrici ad alta frequenza in grado di erogare un tiro a lungo raggio.

### Phil Urich
Phil Urich possiede forza, resistenza, velocità, agilità e riflessi sovrumani oltre che un fattore rigenerante che gli permette di cicatrizzare in brevi periodi anche ferite mortali. Con la sua forza è in grado di sollevare fino a 10 tonnellate senza sforzo. Phil è dotato inoltre di un grido sonico che lui chiama "Risata Lunatica" che gli permette di disorientare i nemici fino a portarli alla morte e in un'occasione riusci a far crollare un edificio. Ha dimostrato la sua resistenza sovrumana sopravvivendo a cadute da altezze estreme e a esplosioni ravvicinate.
Le sue armi sono diverse da quelle dei suoi predecessori, oltre che le solite bombe-zucca, e shuriken utilizza anche una katana e una spada con la lama fuoco e a differenza degli altri Goblin per volare utilizza delle ali sul suo costume invece del solito aliante. La sua tuta inoltre lo protegge da armi di grosso calibro, coltelli e alte temperature. Oltre alle armi e ai gadget Phil è anche un abile combattente corpo a corpo.

## Armi e oggetti
Come Hobgoblin, ognuno indossa una maglia antiproiettile con una tunica, un mantello e un cappuccio sovrapposti. Usa un aliante Goblin, un veicolo a spinta verticale in miniatura alimentato da un turboventola, controllato in modo cibernetico. Può raggiungere velocità elevate ed è estremamente maneggevole. Usa bombe jack-o'-lanterns a concussione e incendiarie, bombe fumogene e gassose a forma di spettro, lame da lancio a forma di pipistrello con lame di rasoio e guanti intrecciati con filamenti conduttori di potenza micro-circuitati che incanalano scariche di elettricità pulsate. Indossa una borsa a tracolla per trasportare le sue piccole armi portatili.

## Versione Ultimate
La versione ultimate di Hobgoblin non è Roderick Kingsley, ma Harry Osborn. In seguito alla morte del padre (in realtà in stasi criogenica allo S.H.I.E.L.D.) e dopo essere stato respinto dall'amata Mary Jane, con l'aiuto dall'assistente del padre (Shaw) Harry si trasformò in Hobgoblin e affrontò l'Uomo Ragno, venendo sconfitto. Proprio come Goblin, anche questa versione di Hobgoblin è un mostro gigante con le fattezze della creatura fantastica di cui porta il nome.

## Altri media

### Animazione
- Nella serie animata Spider-Man - L'Uomo Ragno, Hobgoblin è uno degli antagonisti più ricorrenti e sotto la maschera si nasconde Jason Philip Macendale. Qui Macendale è un misterioso supercriminale che aspira egoisticamente a diventare un boss del calibro del Kingpin ed è stato fidanzato con Felicia Hardy. È stato inoltre creato da Osborn, prima che venisse alla luce Goblin. In un altro universo alternativo, catalogato come la Terra-98311, Hobgoblin è rappresentato in una versione molto più sadica e di pura malvagia, a differenza della precedente incarnazione del personaggio originale della serie, mentre viene servito dal Ragno-Carnage, insieme con il Green Goblin.
- Hobgoblin (Norman Osborn e suo figlio Harry) è apparso anche nella serie animata Spider-Man.
- Hobgoblin (Roderick Kingsley) è apparso nella serie animata Marvel Super Hero Adventures.

### Videogiochi
- Nel videogioco Spider-Man: Shattered Dimensions, la versione 2099 di Hobgoblin è un fantoccio, armato di bombe ed in grado di volare con ali robotiche (in nanofibra), al servizio della Alchemax, creato appositamente per il gioco. Il suo unico scopo è infastidire/annientare Spider-Man 2099.